# Шоссе 89 (Израиль)
Шоссе 89 (ивр. כביש 89‎ , англ. Highway 89) — израильское шоссе, протяженностью 58 км в Верхней Галилее, на севере Израиля. Это шоссе соединяет перекресток Северная Наария в Наарии, где оно встречается с шоссе 4, проходит через Маалот-Таршиху и встречается с шоссе 899 на перекрестке Хирам. Шоссе 89 огибает гору Мерон на севере и обходит город Цфат на юге, этот участок известен как «Объездная дорога Цфата». Раньше дорога пересекала город Цфат и доходила до Рош-Пины, но сегодня этот участок обозначен как второстепенное шоссе 8900. Шоссе 89 заканчивается на развязке Элифелет недалеко от поселения Элифелет, где оно пересекается с шоссе 90 и 8652.

## История
Восточная часть шоссе 89, от Рош-Пины до Цфата, была вымощена ещё во время Первой мировой войны рабочими, нанятыми для принудительного труда османским правительством. В начале периода Британского мандата участок дороги между Цфатом и Мероном был проложен евреями Цфата для традиционного паломничества к Мерону на праздник Лаг ба-Омер.
Западная часть шоссе была впервые проложена во времена Британского Мандата, чтобы соединить Наарию с Цфатом через полицейский участок Маалот-Таршиха. До 1932 года дорога с запада доходила только до Таршихи. В том же году также была проложена дополнительная дорога от Таршихи (перекресток Хусан) до Пкиина (нынешнее шоссе 864). Шоссе в его окончательном виде было проложено до перекрестка Мерон между Джиш и Эйн-Зейтим между 1935 и 1940 годами. На перекрёстке Мерон дорога соединилась с дорогой Акко-Цфат, которая была проложена ранее. Шоссе было проложена в виде узкой дороги с одной полосой движения (используемой для движения в обоих направлениях) и без обочин. На протяжении многих лет шоссе имело несколько названий: «Дорога на Таршиху», «Дорога Наария-Таршиха», «Дорога Нагария-Маона», «Дорога Наария-Саса» и «Дорога Наария-Цфат».
Маршрут шоссе выходил из Наарии в сторону Каабри, поднимался до Таршихи по ответвлению между Нахаль-Шааль и Нахаль-Гаатон, спускался, чтобы пересечь Нахаль-Пкиин, и поднимался к горе Зуриэль, а затем спускался к руслу Нахаль-Кезив, чтобы пересечь ручей около перекрестка Аль-Куш. От Нахаль-Кезив дорога поднималась к Хурфейшу, а оттуда продолжалась по маршруту Нахаль-Хирам и Нахаль-Моран до перекрестка Саса, где она пересекалась с шоссе 899. Оттуда дорога продолжалась на восток до Джиша и на юг до перекрёстка Мерон, где соединялась с дорогой Акко-Цфат, которая пересекала ручей Амуд, поднималась к Цфату и спускалась на восток к Рош-Пине и шоссе 90.
Участок дороги между Наарией и Каабри в период Британского Мандата был очень извилистым, хотя и проходил по равнине. Это происходит по двум причинам:
1. Деревня Каабри (тогда называвшаяся Аль-Араби) простиралась от склона холма, где сегодня расположено еврейское поселение, до ручья Гаатон.
2. Многие землевладельцы подкупали инженеров, чтобы дорога не проходила через их участки. Вот почему дорогу прозвали «Дорогой взяточничества».

Многочисленные повороты на этом участке стали смертельной ловушкой для колонны Йехиама, которая попала в засаду возле кладбища Кааби. Во время операции «Хирам» дорога служила осью наступления для сил Армии обороны Израиля, которые вышли из Цфата и захватили арабские деревни с запада (от Мерона до Сасы), а также для сил, которые вышли из Наарии на запад и захватили Таршиху и Хурфейш.
Ужасное состояние дороги между Кабри и Маалотом сохранялось вплоть до 1960-х годов. В 1965 году дорога была очень узкой, шириной 3-4 метра, и без обочины на уровне дороги, поэтому при встрече автомобилей одной из машин приходилось съезжать на обочину. Во время особых мероприятий, таких как празднование Лаг ба-Омера в Мероне, шоссе превращалось в дорогу с односторонним движением.
В конце 1966 года начались работы по расширению и выравниванию дороги. Первый участок, от Наарии до Квари, был заново заасфальтирован по другому маршруту, который обходил мошав Бен-Ами с севера, а старая дорога была снесена, расчищена, а ее территория передана под возделывание мошаву Бен-Ами. Этот участок дороги был открыт в 1968 году. В том же году были проведены работы по расширению дороги между Кабри и Маалотом до ширины 7 метров, а некоторые ее изгибы были выпрямлены. Во время этих работ шоссе было закрыто, а движение было направлено на шоссе 8833 через Эйн-Яаков.
В 1967 году дорога между Гуш-Халавом и Сасой была расширена.
В ходе одной из работ по расширению дороги была проложена объездная дорога к северу от участка дороги, проходящего через Таршиху. В ходе другого расширения была построена развязка «Яфэ Ноф» у восточного въезда в Маалот.
В последнее десятилетие XX века была проведена комплексная реконструкция участка дороги между Хурфейшем и Саса, а в 2004 году был построен новый мост через ручей Кезив, заменивший более ранний мост периода британского мандата, который не позволял проезжать по нему более чем одному транспортному средству одновременно.
В сентябре 2020 года был открыт новый участок шоссе 89 от перекрестка Кабри, к северу от медицинского центра Западной Галилеи, до нового перекрёстка Наария на шоссе 4, чтобы разгрузить транспортные заторы на пути в город Наария, и особенно к больнице. Старый участок шоссе 89, идущий к югу от Медицинского центра Западной Галилеи до бульвара Гаатон, стал местной дорогой под номером 8912.
29 сентября 2021 года 5 человек погибли и около 50 получили ранения в результате аварии с участием автобуса и других транспортных средств возле местного совета Хурфейша.

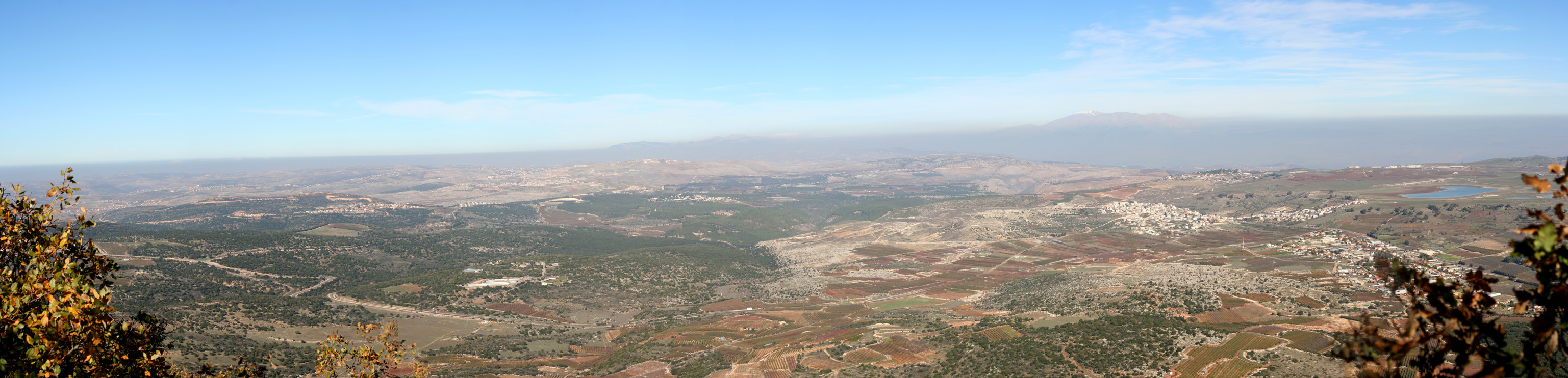
Район, где дорога проходит к северу от Мерона — слева: перекресток Хирам и Нахаль-Цивон, поселение Цивон и лесной заповедник Барам